# Papa Sarr Corr
Papa Sarr Corr (* zwischen 1975 und 1980  in Banjul; † 31. August 2020) war ein gambischer Fußballspieler.

## Leben

### Verein
Sarr war in den 1990er Jahren ein Fußballspieler. Er begann 1991 bei dem Fußballclub Peat Marwick seine Fußballkarriere. Zu der Liga-Saison 1992/93 wechselt er zum Real de Banjul Football Club und folgte auf die Einladung des damaligen Trainers Alhagie Sillah. In der Saison 1993/94 trug er stark zum Titelerfolg des Klubs bei und verlor knapp im FA Cup gegen Wallidan. Er war Mannschaftskapitän. Nach der Saison 1999/2000 zog sich Sarr vom aktiven Fußball zurück.

### Nationalmannschaft
Als 1996/97 Alhagie Sillah Trainer der Fußballnationalmannschaft war, wurde Sarr für die Gambische Fußballnationalmannschaft nominiert und spielte mit Jatto Ceesay, Ebou Sillah, Edrissa Sonko, Samuel Kargbo, Seyfo Soley usw. und stieg schließlich zum Kapitän der Mannschaft auf.